# The Lawnmower Man (datorspel)
The Lawnmower Man är ett datorspel från 1993 baserat på filmen med samma namn. Spelet utgavs av Coconuts Japan i Japan, där det hette Virtual Wars (バーチャル ウォーズ Bācharu Uōzu?).

## Handling
Ingenjören Lawrence Angelo arbetar med VR-teknik, och hur den skall kunna användas som vapen. Han tränar upp schimpanser så att de kan spela spel och lösa problem, för att därefter träna dem till att slåss under förhållanden en vanlig soldat inte klarar. Efter ett försök med Jobe, en vuxen man med en femårings intellektuella nivå, växer Jobes hjärnaktivitet och han försöker ta över alla världens datorer. Lawrence Angelo känner sig ansvarig, och skall försöka stoppa Jobe. Plattformsbanorna utspelar sig i verkligheten, men det finns också VR-banor.

### Fotnoter
1. ↑  ”The Lawnmower Man” (på svenska). Nintendomagasinet (Kungsbacka: Atlantic) (7-8 1993):  sid. 26-27 (Power Player). juli-augusti 1994. Läst 23 april 2014.